# Curranosia vockerothi
Curranosia vockerothi är en tvåvingeart som beskrevs av Zielke 1973. Curranosia vockerothi ingår i släktet Curranosia och familjen husflugor.
Artens utbredningsområde är Tanzania. Inga underarter finns listade i Catalogue of Life.